# Cantigamente n.º 4
Cantigamente Nº 4 (1975), longa-metragem portuguesa de Rogério Ceitil, é o quarto filme da série Cantigamente, produzida pelo Centro Português de Cinema para a RTP.

## Sinopse
Década de cinquenta a sessenta. Carlos Villaret toca piano e invoca o seu irmão João Villaret. Max intervêm comentando a época com típicos sketches. Maria de Fátima Bravo exibe-se e canta (A Costureirinha da Sé). Salazar sobrevive à Segunda Grande Guerra e procura contornar a Guerra Fria. A candidatura de Humberto Delgado recordada por Arlindo Vicente.